# بانو رعی
بانو رعی (انگلیسی: Lady Rai؛ ‏ عربی مصری: السيده رعى؛ حوالی ۱۵۷۰/۱۵۶۰ ق. م – حوالی ۱۵۳۰ ق. م) زنی از مصر باستان در آغاز دودمان هفدهم مصر بود که به‌عنوان دایهٔ ملکه احمس نفرتاری (۱۵۶۲–۱۴۹۵ پیش از میلاد) خدمت می‌کرد؛ ملکه‌ای که نقشی کلیدی در بنیان‌گذاری عصر نوین مصر پس از طرد هیکسوس‌ها ایفا کرد.
پیکر مومیایی‌شدهٔ بانو رعی در سال ۱۸۸۱ میلادی در آرامگاهی واقع در تبس کشف شد. پژوهشگران با بررسی بقایای او، سن تقریبی‌اش را در زمان مرگ میان ۳۰ تا ۴۰ سالگی برآورد کردند و زمان درگذشت او را حوالی ۱۵۳۰ پیش از میلاد دانستند.
در سال ۱۹۰۹ میلادی، پزشک و پاتولوژیست برجسته، گرافتن الیوت اسمیت مومیایی وی را گشود و آن را «کامل‌ترین نمونهٔ مومیایی‌سازی شناخته‌شده از آغاز دودمان هجدهم مصر — یا شاید از هر دوره‌ای از تاریخ مصر» توصیف کرد. وی همچنین او را در میان مومیایی‌های زنِ به‌جامانده، «کم ناخوشایندترین» دانست و نوشت که بانو رعی زنی بود باریک‌اندام، خوش‌هیکل، با قامتی حدود ۱٫۵۱۰ متر (۴ فوت و ۱۱٫۴ اینچ) و دستانی کوچک و کودک‌مانند.
در سال ۲۰۰۹ میلادی، یک تیم پزشکی با بهره‌گیری از تصویربرداری سی‌تی اسکن دریافت که بانو رعی از بیماری در قوس آئورت رنج می‌برده و بدین‌سان، نخستین مومیایی شناخته‌شده در تاریخ است که نشانه‌هایی از بیماری تصلب شرایین را نشان می‌دهد.
نکته‌ای جالب در کشف او آن است که مومیایی احمس انحابی — شاهزاده و ملکه‌ای از اواخر دودمان هفدهم و عمهٔ ملکه احمس نفرتاری — در تابوت بیرونی بانو رعی قرار داشت؛ که این امر می‌تواند دلالت بر جایگاه اجتماعی والای بانو رعی در دربار آن عصر داشته باشد.